# SM Remastering Project
SM Remastering Project (tiếng Hàn: 리마스터링 프로젝트, tiếng Việt: Dự án cải tiến MV của SM) là dự án thực hiện làm lại, cải tiến, chỉnh sửa và nâng cấp các MV do hãng thu âm SM Entertainment và trang mạng YouTube phối hợp thành lập và bắt đầu thực hiện từ ngày 4 tháng 11 năm 2021.
Với dự án này, SM và YouTube phối hợp thực hiện cải tiến, chỉnh sửa và nâng cấp các MV cũ có mặt từ thập niên 90 đến thập niên 2000 ở độ phân giải chuẩn 4K. Ngoài ra, thông qua dự án này, SM giới thiệu lịch sử và dòng thời gian của K-pop dành cho thị trường âm nhac quốc tế nhằm xây dựng và tiếp tục phát triển ngành công nghiệp âm nhạc ở Hàn Quốc.

## Danh sách ca khúc

### Làm lại (Remake)
| STT              | Nhan đề                                                  | Phổ lời                                | Phổ nhạc                          | Phối khí                        | Thời lượng |
| ---------------- | -------------------------------------------------------- | -------------------------------------- | --------------------------------- | ------------------------------- | ---------- |
| 1.               | "Free To Fly 2021 (자유롭게 날 수 있도록 2021) (Kangta)" | Yoo Young-jin                          | Yoo Young-jin                     | Yoo Young-jin                   | 5:11       |
| 2.               | "Dreams Come True (aespa)"                               | Choi Sung-hee Kwon Bo-ah Yoo Young-jin | Risto Asikainen BoA Yoo Young-jin | BXN Shaun Kim BoA Yoo Young-jin | 3:24       |
| 3.               | "Candy (NCT Dream)"                                      | Jang Yong-jin                          | Jang Yong-jin                     | Kenzie                          | 3:37       |
| Tổng thời lượng: | Tổng thời lượng:                                         | Tổng thời lượng:                       | Tổng thời lượng:                  | Tổng thời lượng:                | 12:12      |

### Nâng cấp (Remaster)

#### Phần 1
| STT              | Nhan đề                                        | Phổ lời                                      | Phổ nhạc                      | Phối khí                 | Thời lượng |
| ---------------- | ---------------------------------------------- | -------------------------------------------- | ----------------------------- | ------------------------ | ---------- |
| 1.               | "Warrior's Descendants (H.O.T.)"               | Yoo Young-jin                                | Yoo Young-jin                 | Yoo Young-jin            | 4:22       |
| 2.               | "Dreams Come True (S.E.S.)"                    | Choi Sung-hee Yoo Young-jin                  | Risto Asikainen Yoo Young-jin | Yoo Young-jin            | 4:06       |
| 3.               | "Only One (Shinhwa)"                           | Moon Jung-hyuk Yoo Young-jin                 | Yoo Young-jin                 | Yoo Young-jin            | 3:52       |
| 4.               | "Intro + Day by Day (Fly to the Sky)"          | Joo Min-kyu Bang Sung-joon Ji Kook-hyun      | J-Style Ji Kook-hyun          | J-Style Ji Kook-hyun     | 4:34       |
| 5.               | "The Promise of H.O.T. (우리들 맹세) (H.O.T.)" | Ahn Chil-hyun Yoo Young-jin                  | Yoo Young-jin                 | Yoo Young-jin            | 4:29       |
| 6.               | "ID; Peace B (BoA)"                            | Yoo Young-jin                                | Yoo Young-jin                 | Yoo Young-jin            | 3:53       |
| 7.               | "Agape (Yoo Young-jin)"                        | Yoo Young-jin                                | Yoo Young-jin                 | Yoo Young-jin            | 4:32       |
| 8.               | "Angel Eyes (SMTOWN)"                          | Moon Jung-hyuk Park Choong-jae Yoo Young-jin | Yoo Young-jin                 | Yoo Young-jin            | 3:47       |
| 9.               | "Hope (H.O.T.)"                                | Ahn Chil-hyun Jang Woo-hyuk Lee Jae-won      | Kangta                        | Kangta                   | 4:19       |
| 10.              | "U (Super Junior)"                             | Tae Hoon Lee Hyuk-jae                        | Ken Ingwersen Kevin Simms     | Hwang Sung-je            | 3:48       |
| 11.              | "Into the New World (SNSD)"                    | Kim Jung-bae                                 | Kenzie                        | Kenzie                   | 4:26       |
| 12.              | "Perfect Man (Shinhwa)"                        | Moon Jung-hyuk Yoo Young-jin                 | Yoo Young-jin                 | Yoo Young-jin            | 3:25       |
| 13.              | "In the Sky (Black Beat)"                      | Kim Tae-hee                                  | Lee Jong-kyu                  | Lee Jong-kyu Yoo Han-jin | 4:36       |
| 14.              | "Come To Me (M.I.L.K.)"                        | Kim Yoo-ra                                   | Kim Yoo-ra Kang Hwa-sung      | Kim Yoo-ra Kang Hwa-sung | 3:56       |
| 15.              | "I Yah! (H.O.T.)"                              | Moon Jung-hyuk Yoo Young-jin                 | Groovie K Yoo Young-jin       | Yoo Young-jin            | 4:38       |
| 16.              | "My Name (BoA)"                                | Kim Yeon-jung                                | Kenzie                        | Kenzie                   | 3:14       |
| 17.              | "I'm Your Girl (S.E.S. cùng với Eric và Andy)" | Moon Jung-hyuk Lee Sun-ho Yoo Young-jin      | Yoo Young-jin                 | Yoo Young-jin            | 3:46       |
| 18.              | "Too Good (CSJH The Grace)"                    | Kim Yeon-jung                                | Kenzie Ingrid Skretting       | Kenzie Ahn Ik-soo        | 4:12       |
| 19.              | "Missing You (Fly to the Sky)"                 | Park Chang-hyun                              | Park Chang-hyun               | Park Chang-hyun          | 4:15       |
| 20.              | "I Swear (S)"                                  | Ahn Chil-hyun Shin Hye-sung                  | Kangta                        | Kangta Yoo Young-jin     | 3:43       |
| Tổng thời lượng: | Tổng thời lượng:                               | Tổng thời lượng:                             | Tổng thời lượng:              | Tổng thời lượng:         | 1:17:53    |

#### Phần 2
| STT              | Nhan đề                                 | Phổ lời                                                                 | Phổ nhạc                                                            | Phối khí                                               | Thời lượng |
| ---------------- | --------------------------------------- | ----------------------------------------------------------------------- | ------------------------------------------------------------------- | ------------------------------------------------------ | ---------- |
| 1.               | "Hug (TVXQ)"                            | Yoon Jung Park Chang-hyun                                               | Park Chang-hyun                                                     | Yeom Chul-hee Park Chang-hyun                          | 3:49       |
| 2.               | "Show Me Your Love (S.E.S.)"            | Choi Sung-hee Kim Yoo-jin Yoo Soo-young Yoo Young-jin                   | Satoshi Shimano Yoo Young-jin                                       | Kang Won-seok Yoo Han-jin                              | 5:41       |
| 3.               | "Replay (SHINee)"                       | Kim Young-hoo                                                           | Jack Kugell Jason Pennock T'chaka Diallo                            | Jack Kugell Jason Pennock T'chaka Diallo Yoo Young-jin | 3:36       |
| 4.               | "Paradox (TRAX)"                        | Kim Sung-soo Ba Dook Yoo Young-jin                                      | Groovie K Yoo Young-jin                                             | Yoo Young-jin                                          | 3:52       |
| 5.               | "Tri-Angle (TVXQ cùng với TRAX và BoA)" | Ba Dook Yoo Young-jin                                                   | Groovie K Yoo Young-jin                                             | Yoo Young-jin                                          | 4:33       |
| 6.               | "Full of Happiness (H.O.T.)"            | Jang Woo-hyuk Lee Jae-won Jang Yong-jin                                 | Jang Yong-jin                                                       | Jang Yong-jin                                          | 3:34       |
| 7.               | "Yo! (Shinhwa)"                         | Moon Jung-hyuk Lee Sun-ho Yoo Young-jin                                 | Groovie K Yoo Young-jin                                             | Yoo Young-jin                                          | 3:54       |
| 8.               | "Gee (SNSD)"                            | Ahn Myung-won Kim Young-deuk                                            | E-TRIBE                                                             | E-TRIBE                                                | 3:21       |
| 9.               | "Scandal (Kangta & Vanness)"            | Vanness Wu Yoo Young-jin                                                | Yoo Han-jin Yoo Young-jin                                           | Yoo Han-jin Yoo Young-jin                              | 3:38       |
| 10.              | "Just In Love (S.E.S.)"                 | Choi Sung-hee Kim Yoo-jin Yoo Soo-young                                 | Satoshi Shimano                                                     | Yoon Chi-woong                                         | 4:51       |
| 11.              | "Summer Vacation (SMTOWN)"              | Park Choong-jae Moon Jung-hyuk Lee Sun-ho Hwang Sang-hoon Lee Sang-baek | Park Hae-woon                                                       | Park Hae-woon                                          | 4:13       |
| 12.              | "Hello Summer (SMTOWN)"                 | Kim Yeon-jung Cho Yoon-kyung                                            | Sigurd Rosnes Niklas Johansson Johansson Axelius Mikael Erik Kenzie | Niklas Johansson Kenzie                                | 3:48       |
| 13.              | "Hero (Shinhwa)"                        | Moon Jung-hyuk Tae Hoon                                                 | Hwang Sung-je                                                       | Hwang Sung-je                                          | 3:04       |
| 14.              | "Hot Mail (SMTOWN)"                     | Park Yoo-chun Kim Yeon-jung                                             | Kenzie                                                              | Kenzie                                                 | 3:58       |
| 15.              | "Dancing Out (Super Junior)"            | Tae Hoon Lee Hyuk-jae Kim Ki-bum                                        | Sven Finneids Ahn Ik-soo                                            | Ahn Ik-soo                                             | 3:42       |
| 16.              | "Red Sun (SMTOWN)"                      | Jung Yun-ho Park Yoo-chun Kim Yeon-jung                                 | Kenzie                                                              | Kenzie                                                 | 4:09       |
| 17.              | "Drive (TVXQ)"                          | Park Chang-hyun                                                         | Park Chang-hyun                                                     | Park Chang-hyun                                        | 4:12       |
| 18.              | "Sea of Love (Fly to the Sky)"          | Yoo Young-jin                                                           | Yoo Young-jin                                                       | Yoo Young-jin                                          | 4:24       |
| 19.              | "Happiness (Super Junior)"              | Jang Woo-hyuk Lee Jae-won Jang Yong-jin                                 | Jang Yong-jin Kenzie                                                | Hwang Sung-je Lee Joo-hyung Kenzie                     | 3:31       |
| 20.              | "Girls on Top (BoA)"                    | Yoo Young-jin                                                           | Yoo Young-jin                                                       | Yoo Young-jin                                          | 3:37       |
| Tổng thời lượng: | Tổng thời lượng:                        | Tổng thời lượng:                                                        | Tổng thời lượng:                                                    | Tổng thời lượng:                                       | 1:15:27    |

#### Phần 3
| STT | Nhan đề                                     | Phổ lời                                   | Phổ nhạc                                                                | Phối khí                    | Thời lượng |
| --- | ------------------------------------------- | ----------------------------------------- | ----------------------------------------------------------------------- | --------------------------- | ---------- |
| 1.  | "Hi Ya Ya! (TVXQ!)"                         | Bae Hwa-young                             | Kenzie                                                                  | Kenzie                      | 3:34       |
| 2.  | "I Pray 4 U (Shinhwa)"                      | Moon Jung-hyuk Kim Young-hoo              | Will Pyon Kim Young-hoo                                                 | Kim Young-hoo               | 3:50       |
| 3.  | "Love (S.E.S.)"                             | Yoo Young-jin                             | Yoo Young-jin                                                           | Yoo Young-jin               | 4:13       |
| 4.  | "Sorry, Sorry (Super Junior)"               | Yoo Young-jin                             | Yoo Young-jin                                                           | Yoo Young-jin               | 3:52       |
| 5.  | "Gravity (Fly to the Sky)"                  | Park Chang-hyun                           | Park Chang-hyun                                                         | Park Chang-hyun             | 3:53       |
| 6.  | "Outside Castle (H.O.T.)"                   | Moon Hee-joon Ahn Seung-ho                | Moon Hee-joon                                                           | Moon Hee-joon Park In-young | 5:23       |
| 7.  | "Until the End of the World (Dana)"         | Hong Ji-yoo                               | Stefan Aberg                                                            | Yoo Han-jin                 | 3:31       |
| 8.  | "Memories (Kangta)"                         | Ahn Chil-hyun                             | Kangta                                                                  | Kangta                      | 5:00       |
| 9.  | "Timeless (Trương Lực Doãn cùng với Junsu)" | Kim Yeon-jung                             | Anders Bagge Karen Poole Peer Åström Henrik Norberg Oscar Merner Kenzie | Kenzie                      | 4:13       |
| 10. | "Candy (H.O.T.)"                            | Jang Yong-jin                             | Jang Yong-jin                                                           | Jang Yong-jin               | 3:38       |
| 11. | "Merry-Chri (BoA)"                          | Kwon Bo-ah                                | Kazuhiro Hara                                                           | Kazuhiro Hara               | 5:32       |
| 12. | "Jingle Bell (SMTOWN)"                      | Ahn Chil-hyun Ahn Myung-won Yoo Young-jin | Kangta James Lord Pierpont                                              | Kangta Yoo Young-jin        | 3:36       |
| 13. | "My Angel My Light (SMTOWN)"                | Moon Jung-hyuk Yoon Jung Park Chang-hyun  | Anderz Wrethov Park Chang-hyun                                          | Ahn Ik-soo Park Chang-hyun  | 3:30       |
| 14. | "Dear My Family (SMTOWN)"                   | Yoo Young-jin                             | Yoo Young-jin Yoo Han-jin Yoo Chang-yong                                | Yoo Han-jin Yoo Chang-yong  | 5:28       |
| 15. | "Rising Sun (TVXQ)"                         | Yoo Young-jin                             | Yoo Young-jin                                                           | Yoo Young-jin               | 4:42       |
| 16. | "One (Isak N Jiyeon)"                       | Jung Yeon-joon                            | Jung Yeon-joon Mad Soul Child                                           | Mad Soul Child              | 4:32       |
| 17. | "La Cha Ta (f(x))"                          | Kim Yeon-jung                             | Kenzie                                                                  | Kenzie                      | 3:13       |

## Danh sách MV

### Remaster
| Ca khúc                                          | Nghệ sĩ                          | Năm ra mắt gốc | Nâng cấp lại | Nguồn  |
| ------------------------------------------------ | -------------------------------- | -------------- | ------------ | ------ |
| "Warrior's Descendants" (전사의 후예 (폭력시대)) | H.O.T.                           | 1996           | 4/11/2021    | [ 2 ]  |
| "Dreams Come True"                               | S.E.S.                           | 1998           | 11/11/2021   | [ 3 ]  |
| "Only One"                                       | Shinhwa                          | 2000           | 18/11/2021   | [ 4 ]  |
| "Intro + Day by Day"                             | Fly to the Sky                   | 1999           | 25/11/2021   | [ 5 ]  |
| "The Promise of H.O.T." (우리들 맹세)            | H.O.T.                           | 1998           | 26/11/2021   | [ 6 ]  |
| "ID; Peace B"                                    | BoA                              | 2000           | 2/12/2021    | [ 7 ]  |
| "Agape" (...지애 (之愛))                         | Yoo Young-jin                    | 2001           | 9/12/2021    | [ 8 ]  |
| "Angel Eyes"                                     | SMTOWN                           | 2001           | 16/12/2021   | [ 9 ]  |
| "Hope" (빛)                                      | H.O.T.                           | 1998           | 23/12/2021   | [ 10 ] |
| "U"                                              | Super Junior                     | 2006           | 14/1/2022    | [ 11 ] |
| "Into the New World" (다시 만난 세계)            | Girls' Generation                | 2007           | 21/1/2022    | [ 12 ] |
| "Perfect Man"                                    | Shinhwa                          | 2002           | 3/2/2022     | [ 13 ] |
| "In The Sky"                                     | Black Beat                       | 2002           | 10/2/2022    | [ 14 ] |
| "Come To Me"                                     | M.I.L.K.                         | 2001           | 17/2/2022    | [ 15 ] |
| "I yah!" (아이야!)                               | H.O.T.                           | 1999           | 24/2/2022    | [ 16 ] |
| "My Name"                                        | BoA                              | 2004           | 2/3/2022     | [ 17 ] |
| "I'm Your Girl"                                  | S.E.S.                           | 1997           | 10/3/2022    | [ 18 ] |
| "Too Good"                                       | The Grace                        | 2005           | 16/3/2022    | [ 19 ] |
| "Missing You"                                    | Fly to the Sky                   | 2003           | 24/3/2022    | [ 20 ] |
| "I Swear"                                        | S                                | 2003           | 31/3/2022    | [ 21 ] |
| "Hug"                                            | TVXQ                             | 2004           | 6/4/2022     | [ 22 ] |
| "Show Me Your Love" (감싸 안으며)                | S.E.S.                           | 2000           | 14/4/2022    | [ 23 ] |
| "Replay" (누난 너무 예뻐)                        | SHINee                           | 2008           | 20/4/2022    | [ 24 ] |
| "Paradox"                                        | TRAX                             | 2004           | 5/5/2022     | [ 25 ] |
| "Tri-Angle"                                      | TVXQ (cùng với TRAX và BoA)      | 2004           | 11/5/2022    | [ 26 ] |
| "Full of Happiness"                              | H.O.T.                           | 1997           | 19/5/2022    | [ 27 ] |
| "Yo!"                                            | Shinhwa                          | 1999           | 26/5/2022    | [ 28 ] |
| "Gee"                                            | SNSD                             | 2009           | 2/6/2022     | [ 29 ] |
| "Scandal"                                        | Kangta & Vanness                 | 2006           | 8/6/2022     | [ 30 ] |
| "Just In Love"                                   | S.E.S.                           | 2001           | 16/6/2022    | [ 31 ] |
| "Summer Vacation"                                | SMTOWN                           | 2002           | 23/6/2022    | [ 32 ] |
| "Hello Summer"                                   | SMTOWN                           | 2003           | 30/6/2022    | [ 33 ] |
| "Hero"                                           | Shinhwa                          | 2002           | 7/7/2022     | [ 34 ] |
| "Hot Mail"                                       | SMTOWN                           | 2004           | 14/7/2022    | [ 35 ] |
| "Dancing Out"                                    | Super Junior                     | 2006           | 20/7/2022    | [ 36 ] |
| "Red Sun"                                        | SMTOWN                           | 2006           | 28/7/2022    | [ 37 ] |
| "Drive"                                          | TVXQ                             | 2004           | 3/8/2022     | [ 38 ] |
| "Sea of Love"                                    | Fly to the Sky                   | 2002           | 18/8/2022    | [ 39 ] |
| "Happiness"                                      | Super Junior                     | 2007           | 27/8/2022    | [ 40 ] |
| "Girls on Top"                                   | BoA                              | 2005           | 2/9/2022     | [ 41 ] |
| "Hi Ya Ya!"                                      | TVXQ                             | 2005           | 12/9/2022    | [ 42 ] |
| "I Pray 4 U"                                     | Shinhwa                          | 2002           | 22/9/2022    | [ 43 ] |
| "Love"                                           | S.E.S.                           | 1999           | 29/9/2022    | [ 44 ] |
| "Sorry, Sorry"                                   | Super Junior                     | 2009           | 5/10/2022    | [ 45 ] |
| "Gravity"                                        | Fly to the Sky                   | 2004           | 13/10/2022   | [ 46 ] |
| "Outside Castle"                                 | H.O.T.                           | 2000           | 20/10/2022   | [ 47 ] |
| "Until the End of the World"                     | Dana                             | 2001           | 27/10/2022   | [ 48 ] |
| "Memories"                                       | Kangta                           | 2002           | 10/11/2022   | [ 49 ] |
| "Timeless"                                       | Trương Lực Doãn (cùng với Junsu) | 2006           | 16/11/2022   | [ 50 ] |
| "Timeless"                                       | Trương Lực Doãn (cùng với Junsu) | 2006           | 23/11/2022   | [ 51 ] |
| "Candy"                                          | H.O.T.                           | 1996           | 1/12/2022    | [ 52 ] |
| "Merry-Chri"                                     | BoA                              | 2004           | 7/12/2022    | [ 53 ] |
| "Jingle Bell"                                    | SMTOWN                           | 1999           | 15/12/2022   | [ 54 ] |
| "My Angel My Light"                              | SMTOWN                           | 2002           | 22/12/2022   | [ 55 ] |
| "Dear My Family"                                 | SMTOWN                           | 2002           | 29/12/2022   | [ 56 ] |
| "Rising Sun"                                     | TVXQ                             | 2005           | 13/1/2023    |        |
| "One"                                            | Isak N Jiyeon                    | 2002           | 19/1/2023    |        |
| "La Cha Ta"                                      | f(x)                             | 2009           | 11/4/2023    |        |

### Remake
| Ca khúc                                         | Nghệ sĩ | Nghệ sĩ   | Năm  | Nguồn  |
| Ca khúc                                         | Cũ      | Mới       | Năm  | Nguồn  |
| ----------------------------------------------- | ------- | --------- | ---- | ------ |
| "Free To Fly 2021" (자유롭게 날 수 있도록 2021) | H.O.T.  | Kangta    | 2021 | [ 57 ] |
| "Dreams Come True"                              | S.E.S.  | Aespa     | 2021 | [ 58 ] |
| "Candy"                                         | H.O.T.  | NCT Dream | 2022 | [ 59 ] |